# أرنولد أيسن
أرنولد أيسن (بالإنجليزية: Arnold Eisen) هو عالم يهودي ‏ إسرائيلي وأمريكي، ولد في 1951.